# سيباستيان بروير
سيباستيان بروير (بالألمانية: Sebastian Breuer)‏ هو لاعب كرة قدم نمساوي، ولد في 21 فبراير 2003. لعب مع لاسك لينتس.

## وصلات خارجية
- سيباستيان بروير على موقع عالم كرة القدم.نت (الإنجليزية)